# Opposition à la guerre du Vietnam

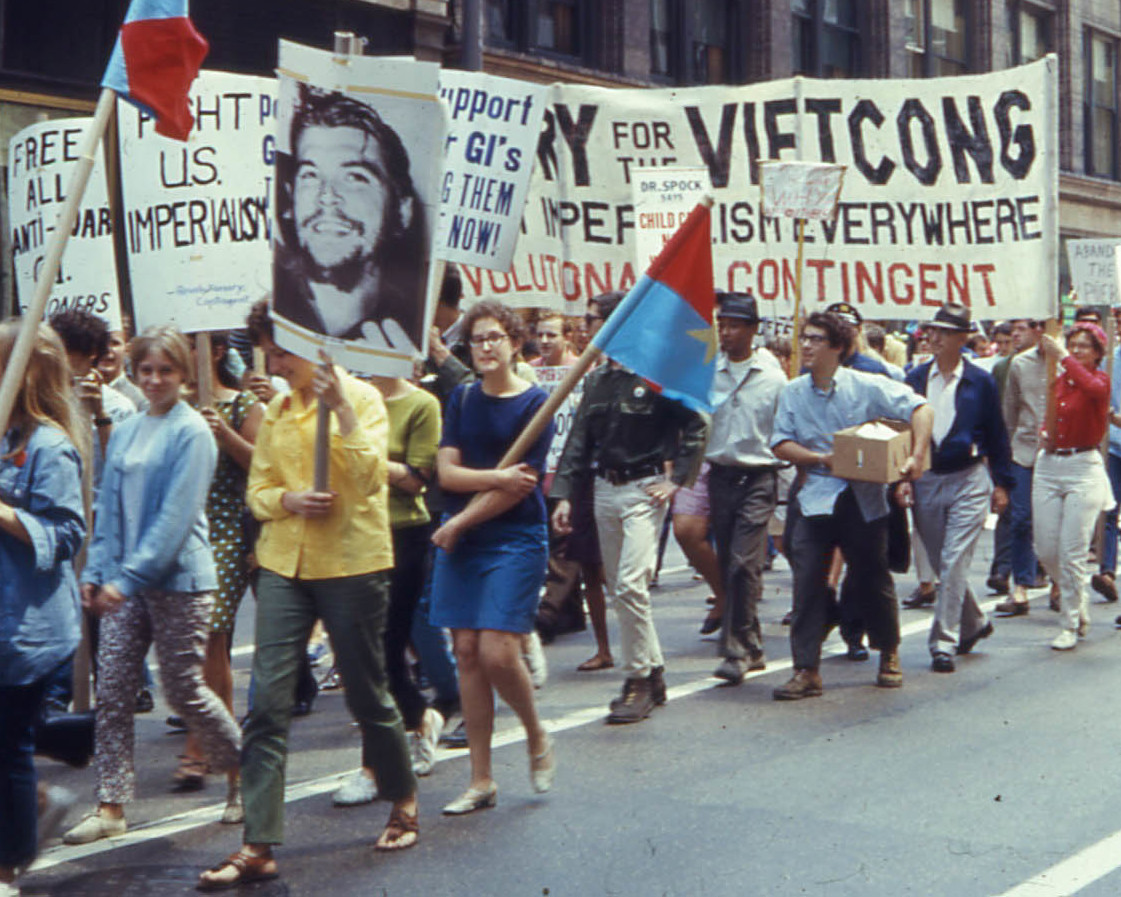
Manifestation contre la guerre du Viêt Nam à Chicago le 10 août 1968.

L'opposition à la guerre du Viêt Nam est un ensemble de contestations, débutant en 1946 par des manifestations en France pour s'opposer à la guerre d'Indochine et se poursuivant à partir de 1964 par des manifestations, contre l'engagement militaire des Américains dans la guerre, et qui s'est transformé en un vaste mouvement social au cours des années suivantes.

## La période 1946-1954

### Une opposition initiale surtout communiste

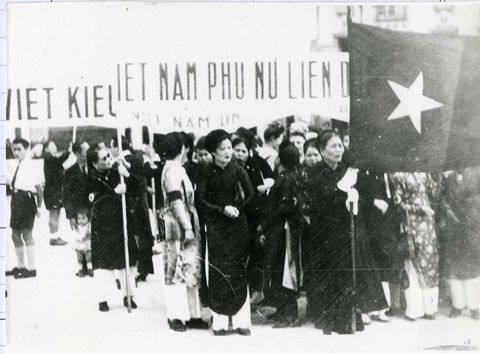
Manifestation des Vietnamiens de région parisienne en soutien à Ho Chi Minh et au Vietminh, Le Bourget, 22 juin 1946.

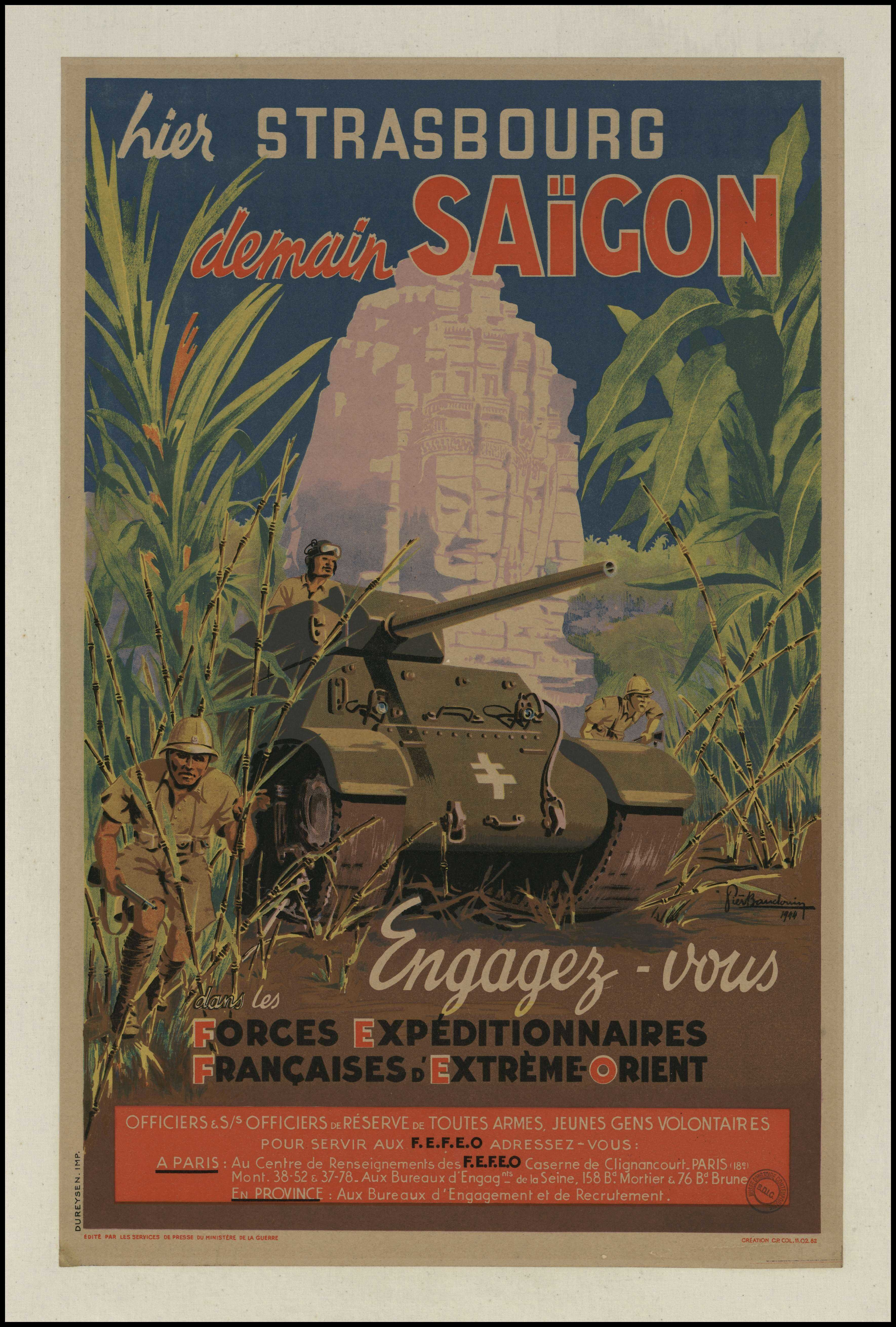
Affiche de recrutement du Corps Expéditionnaire Français en Extrême-Orient, 1945.

Dès le 7 décembre 1946, un meeting est organisé par les trotskistes, salle Wagram à Paris, et interdit. La manifestation qui s'improvise autour est dispersée. Le 26 décembre 1946 à Bordeaux, c'est une manifestation d'un millier de Vietnamiens contre la guerre d'Indochine qui est dispersée. D'autres ont lieu le même jour à Moulins, Montluçon, Mont de Marsan et Fontenay-le-Comte, où a lieu une grève de la faim. Le linguiste et résistant René L'Hermitte, recruté par le quotidien communiste L'Humanité après la Libération, est envoyé à Londres et à Saïgon. Dans un article du 22 mars 1947, il cite un officier qui dénonce des tortures contre des prisonniers Viet-minh. La SFIO compte aussi des opposants à la politique coloniale en Indochine comme Louis Caput, longtemps chef de la section socialiste de Hanoï.
En février 1948 se déroule le premier meeting contre cette guerre, auquel participent 600 personnes, à la Maison de la Mutualité, organisé par le PCF, les groupes Esprit, avec Jean-Marie Domenach, l'Association France-Viet Nam et quelques socialistes minoritaires, autour de Jean Rous, qui va quitter peu après la direction de la SFIO.
Fin août 1948, le congrès mondial des intellectuels à Wroclaw, en Pologne déclare la Paix comme priorité du monde communiste. Le PCF attendra la fin, en décembre, de la grève des mineurs de 1948 pour s'impliquer et son secrétaire général Maurice Thorez ne fera un discours en ce sens, que le 6 février 1949 devant la fédération de la Seine, la plus militante. Le discours est suivi d'une manifestation sur les grands Boulevard puis d'autres en banlieue parisienne.
Le PCF en organise 96 au cours de l'année 1949, à partir de ce mois de février. Le 22 février 1948, une soixantaine de personnalités issues de la Résistance avaient déjà fondé à l'Hôtel des Deux Mondes à Paris « les Combattants de la Liberté », mais leur mouvement est récupéré par les communistes avant la fin de l'année : « Les Combattants de la liberté » deviennent « les Combattants de la paix et de la liberté », au cours des 1res « Assises du peuple français pour la paix et la liberté », à Paris les 27 et 28 novembre 1948 qui voient ajouter à la question indochinoise les thèmes du réarmement allemand, de l'usage de l'arme atomique et du désarmement général pour épouser la ligne communiste. Le PCF place alors plusieurs responsables, comme Laurent Casanova, au détriment des anciens résistants.
Puis dans le courant de l'année 1949, René L'Hermitte couvre dans son journal les premières manifestations de rues et des premiers refus de chargement d’armes à destination de l’Indochine, qui débouchent sur la grève des dockers de 1949-1950.

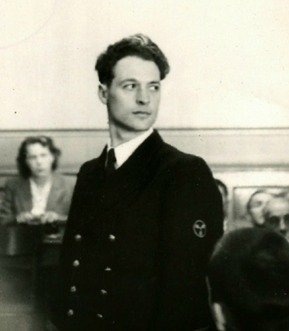
Procès d'Henri Martin, militaire de la marine française condamné pour opposition à la guerre en 1950.

En 1950, l'affaire Henri Martin donne lieu à une mobilisation du PCF et de nombreux intellectuels contre la guerre : Henri Martin, ancien résistant devenu mécanicien de la Marine nationale, témoin du bombardement de Haïphong en 1946 et devenu un opposant à la guerre coloniale, avait été condamné à cinq ans de réclusion pour distribution de tracts à l'arsenal de Toulon. Le poète Jacques Prévert lui dédie le poème « Entendez-vous, gens du Vietnam ».
Le rédacteur en chef de L'Humanité André Stil est emprisonné à l'été 1952, puis de nouveau en mars 1953, au motif que le portrait qu’il donne des CRS dans son roman "Le Premier Choc", est jugé injurieux. Louis Aragon réunit tous ses articles des Lettres françaises et de L’Humanité pour sa défense en une seule brochure, "Le Neveu de Monsieur Duval suivi d’une lettre d’icelui à l’auteur du livre", publiée dans les Lettres françaises du 4 au 11 juin 1953 , une allusion au dialogue écrit par Denis Diderot entre 1761 et 1773, Le Neveu de Rameau, dans le sillage  des publicistes du XIXe siècle, "qui avaient la plume cruelle",. Symbolisant cette presse, les deux neveux sont dits « assermentés », et mis en scène comme des quasi-policiers, le narrateur évoquant « la Maison poulaga » et montrant le le Neveu qui va lire les épreuves du livre chez l’imprimeur, en en tant que policier.

### Une guerre de plus en plus rejetée par  l'opinion
L'opposition ou la désaffection de l'opinion a joué un rôle dans la décision française de cesser la guerre en 1954 : « la guerre d'Indochine est impopulaire, c'est vrai », avait reconnu Joseph Laniel, l'avant-dernier président du Conseil au cours de la phase française de la guerre. Le général français Henri Navarre, à l'origine des engagements opérés avant la défaite de Dien Bien Phu, a pour sa part reconnu que la guerre d'Indochine n'était « pas une guerre nationale » mais une « entreprise lointaine, menée par la seule armée de métier, et à laquelle la nation, qui n'en saisissait pas le sens, ne participait absolument pas ».
L'opinion catholique est partagée. Le MRP, démocrate-chrétien, qui domine le gouvernement après le départ des communistes en mai 1947 et tient les ministères des Affaires étrangères, de la Défense et des Colonies, se prononce pour le maintien intégral de l'Union française et l'endiguement du communisme. Seule une minorité, avec Charles d'Aragon, l'abbé Pierre, Paul Boulet, André Denis, désapprouve la conduite de la guerre, suivie par des chrétiens de gauche et des intellectuels comme François Mauriac. Beaucoup de catholiques vietnamiens, en 1945, sont favorables à l'indépendance mais la position antireligieuse du Vietminh amène le pape Pie XII à soutenir la cause française. En octobre 1951, il rencontre le général de Lattre de Tassigny, chef du corps expéditionnaire, et lui déclare : « Vous faites une œuvre de défense de la civilisation chrétienne contre le marxisme. Nous vous aiderons autant que nous le pourrons. »
Cependant, le pape, soucieux de son audience internationale, reconnaît dans son message de Noël 1954 le droit des peuples colonisés à l'émancipation.
La défiance envers la guerre est nourrie par une suite de « scandales » et « d'affaires » à dimension financière et d'enrichissements personnels, comme l'affaire des piastres. De nombreux acteurs français, civils et militaires, utilisaient certaines facilités du contrôle des changes pour exporter des capitaux à un taux favorable et rétribuer des personnalités indochinoises anticommunistes,. L'affaire est révélée au public en 1950 par le député communiste Maurice Kriegel-Valrimont, membre de la commission d'enquête sur le rapport Revers, puis par les journalistes d'investigation François-Jean Armorin et Georges-Félix Grosjean, de Sud Ouest, qui vont enquêter à Saïgon. Armorin meurt dans des circonstances obscures lors de la catastrophe aérienne de Bahreïn (Golfe persique), le 12 juin 1950. Les journaux L'Observateur et Le Monde donnent un large écho à ces révélations.
Le journaliste royaliste Jacques Despuech publie le premier livre sur l’affaire en 1953. Il précise qu'il est désormais contre la poursuite de la guerre, et au nom des intérêts économiques et politiques de la France.
Louis Aragon expose le coût de la guerre par le rappel des coupes sombres qu’elle induit dans le budget de l’Éducation Nationale et de la Culture et conclut par « plutôt que notre train de vie qu’on restreigne notre train de mort. Dans son "neveu de Monsieur Duval", les deux neveux discutent de la guerre d’Indochine via les arguments contre la guerre donnés par Jacques Despuech,

### L'évolution des sondages
Les sondages montrent que dès mai 1953, le sentiment de l'opinion publique évolue: 28 % des électeurs gaullistes du RPF sont partisans de négocier et de retirer les troupes. C'est aussi le cas de 38 % des « modérés », 41 % des électeurs MRP, 43 % des électeurs RGR (essentiellement radicaux), 61 % des électeurs socialiste et la totalité des électeurs communistes.
Après le défaite de Dien Bien Phu en 1954, selon le livre d'Arthur Laurent, le «Système » à échoué à trouver  des responsabilités dont il est lui-même responsable et la presse gouvernementale dit «rechercher les
responsabilités » via une éclosion de «tua culpa », les civils dénonçant le commandement et ce dernier les civils. Le Figaro a accusé les Viets de n'avoir pas suivi la stratégie que M. Bidault pensait qu'ils suivraient.
Un article de Jacques Despuech dans Le Monde du 20 novembre 1952 explique que les trafics de piastres "affaiblissent notre défense" car le VietMinh "achète ces devises à n'importe quel prix, car il en a besoin pour se procurer des armes, des
munitions, des médicaments", et même  des consciences,, mais l'auteur a été condamné en diffamation "pour avoir trop parlé de quelques personnalités en vue" tandis que le parlement a voté "le secret absolu en ce qui concerne les travaux" de cette commission d'enquête

## La période 1964-1973

### Aux États-Unis

#### Un engagement hésitant

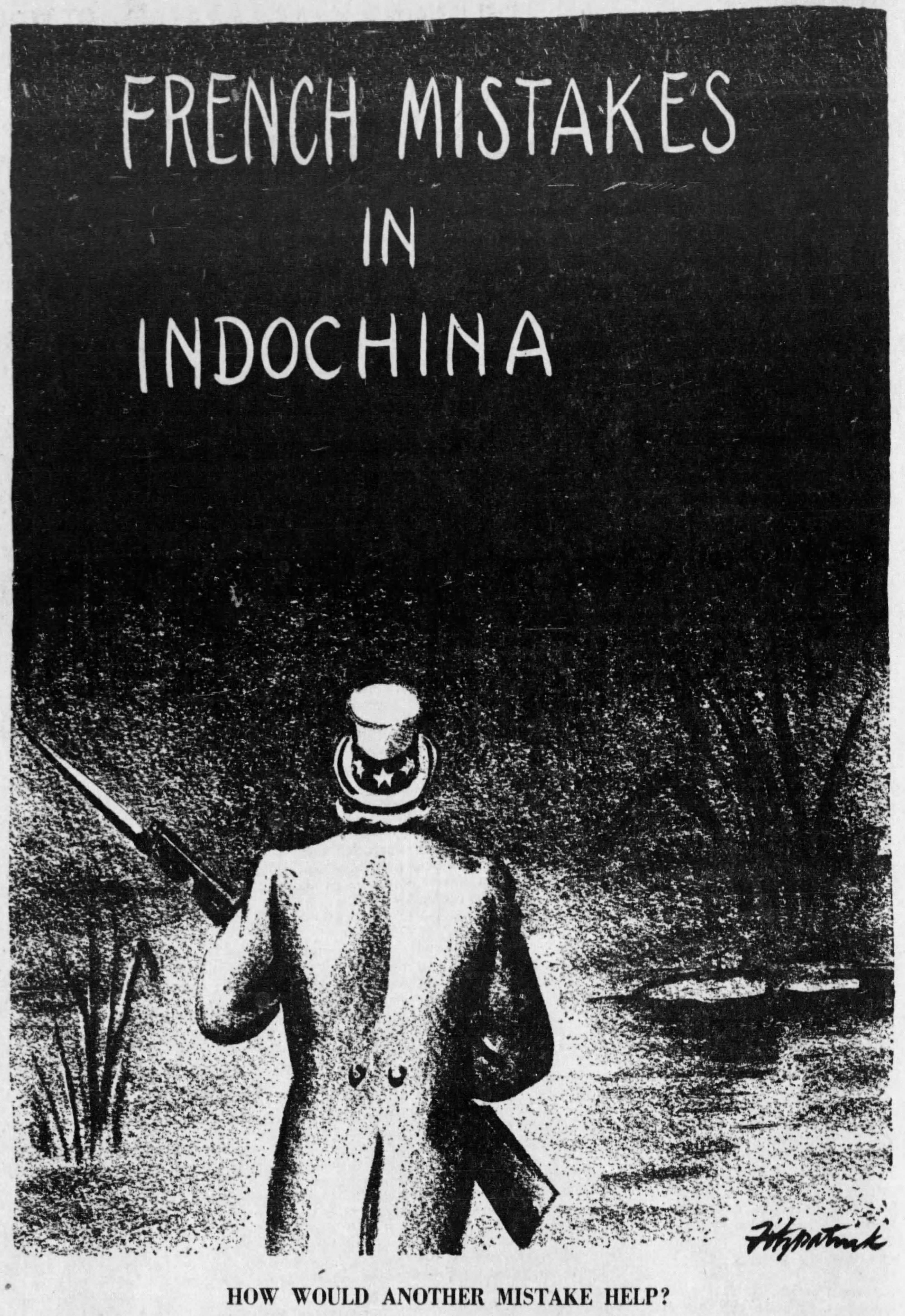
L'Oncle Sam face au bourbier d'Asie du Sud-Est : « Les erreurs des Français en Indochine : à quoi bon en rajouter ? » Dessin de Daniel R. Fitzpatrick, St. Louis Post-Dispatch, 8 juin 1954.

Les États-Unis ont apporté une aide matérielle importante aux Français dans la dernière phase de la guerre d'Indochine : en 1953-1954, au titre de l'endiguement du communisme, ils leur versent l'équivalent d'un milliard de dollars, soit les deux tiers de leurs dépenses sur le théâtre indochinois. Le président Eisenhower ne souhaite pas engager son pays dans un nouveau conflit après les lourdes pertes de la guerre de Corée. L'opinion américaine, partagée entre l'anticommunisme et l'isolationnisme, se sent peu concernée par les événements d'Asie du Sud-Est. Cependant, le soutien discret puis de plus en plus ouvert de la CIA et des militaires américains au régime du Viêt Nam du Sud amènent une implication croissante des États-Unis
L'opposition à l'intervention américaine au Viêt Nam tient à de nombreux facteurs, antimilitarisme, anticolonialisme, tiers-mondisme, opposition à l'impérialisme américain. Elle tient une place importante dans la contre-culture des années 1960 aux États-Unis et en Europe. Au cours de la seconde moitié des années 1960 et début des années 1970, période de la fin de la guerre, la situation va évoluer de façon très importante.

#### L'émotion après l'immolation d'un bonze en 1963
La tension dans l'opinion publique internationale est relancée quand est assassiné à Saïgon le 2 novembre 1963, Jean-Baptiste Ngô Đình Diệm, président de la république du Viêt Nam depuis 1955, qui fut dès le milieu des années 1950 un personnage clé de l'escalade de la guerre du Viêt Nam à cause notamment de son refus, avec l'appui de ses alliés américains, d'organiser le référendum d'autodétermination prévu dans la déclaration finale des accords de Genève qui avaient mis fin à la première guerre d'Indochine.
Décrit comme anti-bouddhiste dans un pays à forte majorité bouddhiste, il avait incarné une opposition très dure Hồ Chí Minh. Les États-Unis ont fomenté un coup d'État pour l'éliminer au profit d'une junte militaire plus favorable aux intérêts américains,,,. Il avait organisé en octobre 1955, dans la partie méridionale du pays, un référendum manifestement truqué, avec plus de voix favorables que d’électeurs.
Diệm a toujours démenti les accusations de persécution à l'encontre des bouddhistes malgré les immolations et révoltes et l’immolation publique par le feu de Thích Quảng Đức en juin 1963, aggravée par le fait que « Madame Nhu », l'épouse du frère cadet du président célibataire., parle avec cynisme de « barbecue ». L'émotion internationale a permis une instrumentalisation de ces troubles par les propagandes américaines et nord-vietnamiennes pour diaboliser le gouvernement sud-vietnamien. Sa politique anti-bouddhiste provoque un soulèvement général, toutes tendances politiques confondues. L’immolation publique par le feu des bonzes déclenche une révolte de ses propres généraux et la création du Front national de libération du Sud Viêt Nam (dit Viêt Cong).
Le retentissement international de la crise est accentué par David Halberstam du New York Times, et le photographe  Malcolm Browne, chef du bureau de l'Associated Press à Saïgon. Leur photo recevra le Prix Pulitzer en 1964. Le journaliste et diplomate américain John Mecklin, qui exerce la fonction d’agent responsable des affaires publiques à l’ambassade américaine de 1962 à 1964, déclare « Cette photographie a provoqué un effet-choc, dont les conséquences ont été d’une valeur incalculable pour la cause bouddhiste, devenant un symbole de l’état de la situation au Vietnam. ». Le gouvernement vietnamien tente alors de faire croire que le moine a été drogué et poussé au suicide, accusant nommément l Malcolm Browne de l’avoir corrompu pour qu’il accepte de s’auto-immoler,,. Les photos sont vendues dans les rues au format carte postale. La Chine communiste en diffuse et distribue des millions d’exemplaires en Asie et en Afrique, pour dénoncer l’« impérialisme américain ».

#### Les médias et les artistes américains plutôt favorables avant 1968
Malgré cet épisode les médias audiovisuels américains sont plutôt en faveur de la guerre jusqu’en 1968. La couverture du magazine grand public Life est ainsi consacrée en 1964 à un reportage sur la vie des soldats américains envoyés au Vietnam et en 1967 les déclarations officielles assurant que la guerre du Viêt Nam est déjà quasiment gagnée sont reprises par les télévisions. Dans le monde artistique, la chanson Hello Vietnam, interprétée par le chanteur Country Johnnie Wright (en), exalte en 1965 le soldat américain au combat et soutient la guerre tandis qu'en 1968, un acteur très populaire, John Wayne co-réalise Les Bérets verts, film engagé justifiant l'intervention américaine au Viêt Nam, qui exprime l'engagement personnel de ce soutien au Parti républicain et ardent patriote. Hello Vietnam fait de très bons scores d'audience à la radio en 1965, à un moment où le soutien à la guerre commence déjà à s'éroder aux États-Unis.

#### Les sondages et le retournement de l'opinion américaine
L'appui relatif d'artistes et de médias ne suffit pas à assurer un soutien massif de l'opinion publique aux Etats-Unis. Un sondage Louis Harris de janvier 1968 signale alors certes que 45 % des Américains sont sensibles à l’argument selon lequel « il s’agit d’arrêter une fois pour toutes l’agression communiste en Asie du Sud-Est » mais la barre des 50% n'est pas atteinte. Et dès 1967, selon Gallup Polls, une majorité croissante d'Américains considéraient l'implication militaire des États-Unis au Viêt Nam comme une erreur.

#### Les événéments de l'hiver 1967-1968 retournent l'opinion
A la fin de 1967 et au début de 1968, la situation évolue quand un pont aérien relie la base de Khe Sahn lieu stratégique pour tenter de bloquer les ravitaillements de la piste Ho Chi Minh et que plusieurs journalistes de télévision, notamment Daniel North, correspondant d’ABC, s'y rendent: les témoignages publiés à l’antenne montrent que les soldats ne voient pas l’intérêt d’une telle guerre, et l'hypothése d'un nouveau « Dien Bien Phu », surgit. Puis en février 1968, c'est l'Offensive du Tết, campagne combinée du Front national de libération du Sud Viêt Nam (ou Việt Cộng) et de l'Armée populaire vietnamienne, menée au sud du pays, où toutes les caméras et les photoreporters sont basés, pour démontrer que les déclarations américaines selon lesquelles la situation s’améliorait étaient fausses. Cette « entreprise de déstabilisation de l’opinion américaine, opérée sciemment par le Nord-Vietnam » révèle que les États-Unis ne sont même pas capables de protéger leurs bases arrière. Début 3 mars 1968, 200 GI’s ont déjà été tués à Hué après des combats qui durent depuis 28 jours, maison par maison, devant une énorme couverture médiatique. Le reporter vedette de CBS Walter Cronkite, jusque là ouvertement favorable à l'engagement américain, conclut en direct dès son retour au fait qu'elle est une impasse.

#### La photo de l'Associated Press en 1972
Le 27 juin 1969 le magazine Life change son fusil d'épaule, il affiche cette fois les visages de 242 soldats américains tués au cours d'une seule semaine, ce qui suscite une vive émotion dans tout le pays. Puis c'est la photo d'une victime civile qui créé l'émotion. En 1972, Nick Ut, embauché comme photographe par l'Associated Press à la suite du décès de son frère aîné, n'avait que 21 ans quand il devient l'auteur du plus célèbre cliché de la guerre, celui d'une petite fille de 9 ans, affolée par la guerre, prise dans son village de Trang Bang, au Sud-Vietnam, à moins d'une heure de Saïgon. En quelques jours, ce cliché du 8 juin 1972 s'impose en « une » des journaux du monde entier, « suscitant l'indignation et la colère des opposants à la guerre, l'embarras désolé de ses partisans ». L'Associated Press est l'agence de presse coopérative de tous les médias américains, et elle est réputée pour son indépendance.
Cependant, pour l'historien des médias Christian Delporte, son impact n'a pas été réellement décisif, car « les images ne font donc pas l’opinion, c’est l’opinion qui fait les images ». Selon lui, « les chaines de télévision ont suivi l’opinion, elles n’ont pas façonné cette dernière ». La renommée de cette image serait donc plutôt l'emblème du basculement de l'opinion que son déclencheur. Au total, près de 4 000 reportages TV ont été recensés pendant cette guerre, mais seulement 10 % d'entre eux ont pu être considérés comme marquants.
La photo aura, par ailleurs, un impact diffus dans le temps, instrumentalisée quatre ans après, en 1976, par les Communistes vietnamiens, elle servira à une campagne de propagande dans les années 1980, passant entre autres par Cuba. Le président américain Richard Nixon n'en est pas moins très irrité sur le moment, et soupçonne la photo d'être truquée, comme le montreront des années après des enregistrements de la Maison Blanche.
Le contexte n'accrédite que très peu cette hypothèse. Nick Ut est par cette photo le témoin surpris d'une spectaculaire bavure : ce sont deux avions de l'armée sud-vietnamienne, croyant viser un repaire de Viêt-congs, qui avaient bombardé une pagode abritant ses propres soldats et des familles civiles. Le photoreporter a vu quatre bombes de napalm descendre, les champs s'embraser, les arbres ruisseler de flammes, des silhouettes humaines s'enfuir, dont la petite fille qui crie « Nong qua, nong qua ! » (« Trop chaud ! »). Christopher Wain, journaliste de la chaîne britannique ITN donne à boire à la petite fille et l'asperge d'eau. Nick Ut va lui chercher un poncho et la conduit à l'hôpital de Cu Chi, sur la route de Saïgon, où des infirmières prennent le relais, avant de développer le négatif. Le photo obtiendra le Prix Pulitzer.

#### Sociologie du mouvement d'opposition

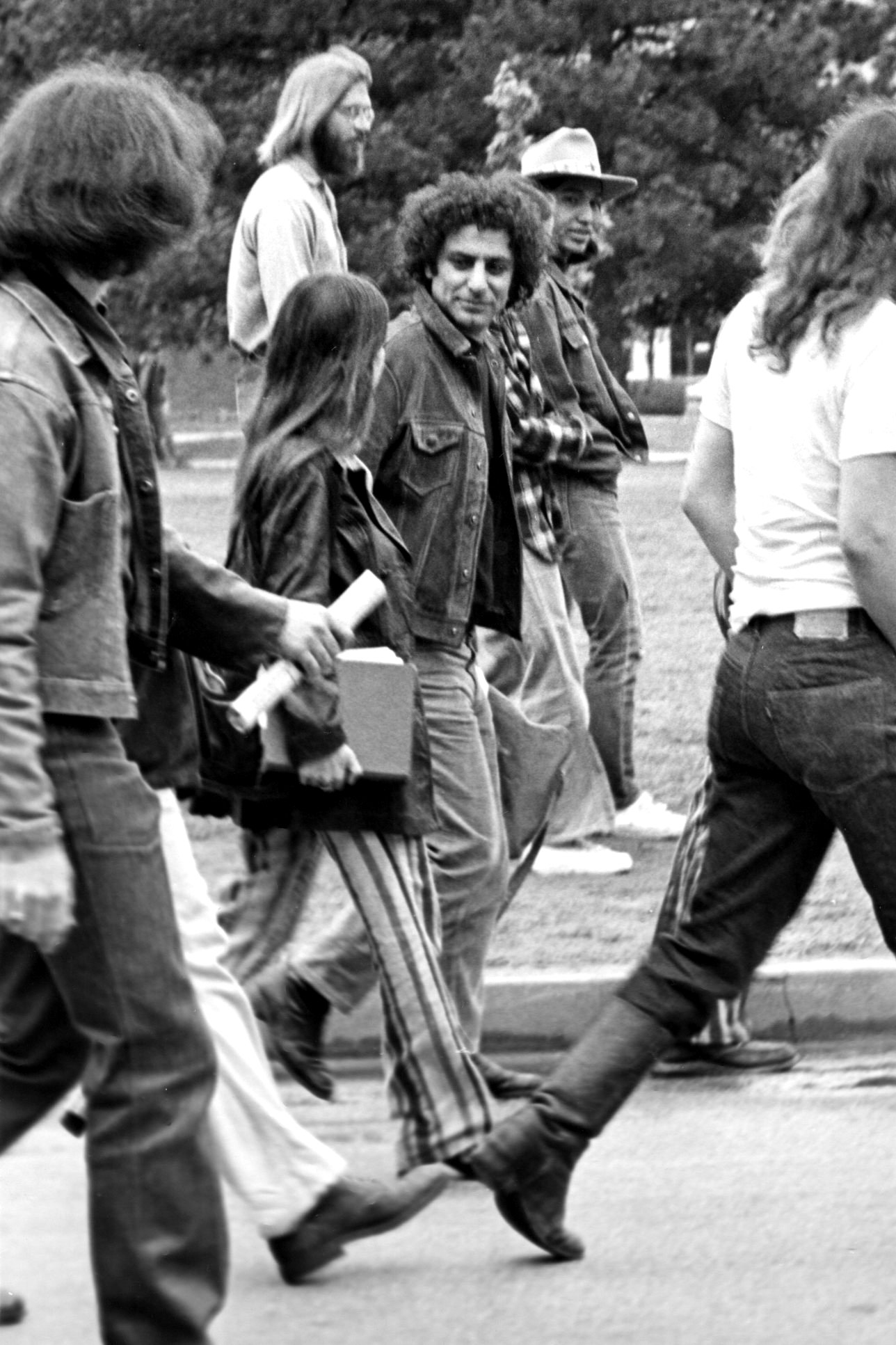
Le leader anarchiste Abbie Hoffman, opposant actif à la guerre, et son entourage de hippies à l'université d'Oklahoma en 1969.

Les jeunes militants au premier rang de ce mouvement pacifiste aux États-Unis sont des étudiants, des mères ou des hippies. L'opposition augmente avec l'engagement des militants du mouvement des droits civiques, de ceux défendant les droits des femmes ou de syndicalistes.
Sa popularité s'étend encore avec le soutien de nombreux autres groupes, y compris les enseignants, le clergé, les universitaires, les journalistes, les avocats, les médecins (comme Benjamin Spock) et les anciens combattants. Leurs actes consistaient principalement en manifestations non violentes, bien que quelques événements ont été délibérément provocateurs et violents. Dans certains cas, la police a fait usage de moyens brutaux contre des manifestants pacifiques.

#### L'opposition à la guerre au sein de l'armée
Comme deux décennies plus tôt lors de la guerre d'Indochine menée par la France, l'opposition à la guerre prit pied progressivement au sein même de l'armée américaine. Les historiens estiment qu'environ 300 journaux de GI sont apparus pendant la guerre du Vietnam, les soldats découvrant des moyens clandestins de les imprimer, avec des titres et des BD humoristiques. Quiconque était pris à lire ou distribuer un journal clandestin, risquait la cour martiale et la prison. Un slogan de recrutement militaire, « Fun, Travel, and Adventure » fut détourné pour devenir « Fuck The Army ». Il devient en 1971, le FTA Show (en), une pièce de théâtre conçue comme une réponse à la tournée patriotique et pro-guerre de Bob Hope. Jules Feiffer et les dramaturges Barbara Garson et Herb Gardner ont écrit des chansons et des sketches pour le spectacle.
La Suède donne aux déserteurs la possibilité de demander l’asile politique et des
réseaux humanitaires organisèrent les voyages vers la Scandinavie. Ils favorisèrent les niveaux record de désertion, près de 50 000 sur toute la durée de la guerre, quasiment une décennie.

### En Europe

#### La position de l'Église catholique
En octobre 1965, à la tribune de l'ONU, le pape Paul VI lance un appel : « Plus jamais la guerre ! » Quelques jours avant la Noël 1965, il demande aux belligérants une trève générale. Cet appel est relayé surtout dans les milieux du catholicisme social comme, en France, les revues Témoignage chrétien et Cité nouvelle malgré la réputation d'anticatholicisme du régime nord-vietnamien.

#### Le rôle du «Tribunal Russell» en Europe

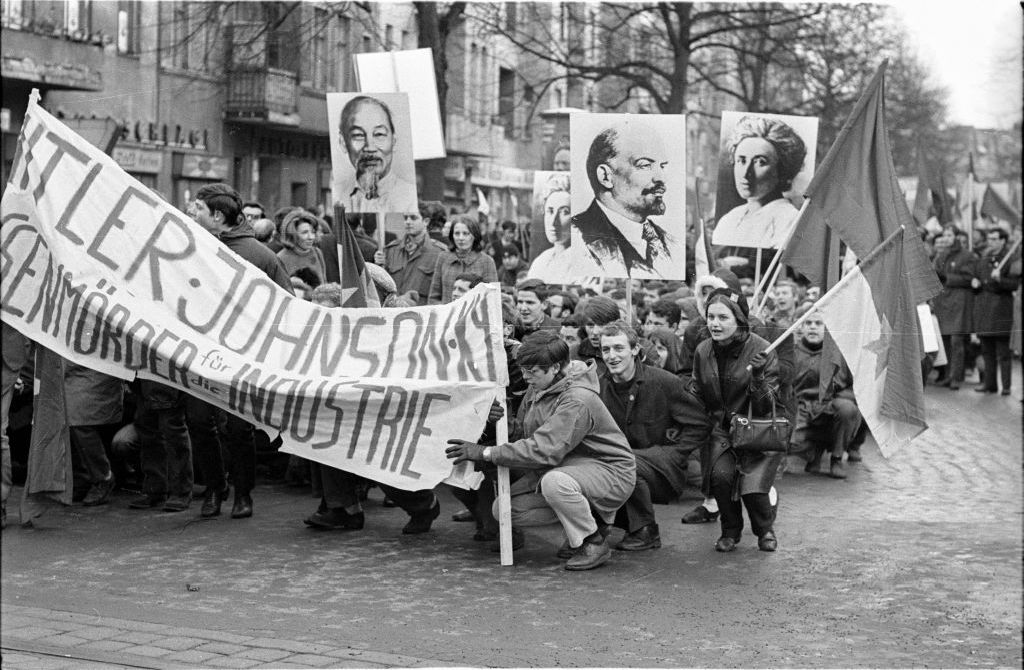
Bannière « Hitler - Johnson : génocidaires au service de l'industrie » et portraits de Ho Chi Minh, Lénine et Rosa Luxemburg : manifestants pendant la contestation étudiante à Berlin-Ouest en 1968.

Le Tribunal Russell est fondé en 1966 par le philosophe français Jean-Paul Sartre et le mathématicien, philosophe et épistémologue britannique Bertrand Russell pour dénoncer la politique des États-Unis pendant la guerre du Viêt Nam. En janvier 1967, Bertrand Russell publie Crimes de guerre au Vietnam, plaidoyer pour ce tribunal d'opinion, appelé aussi « Tribunal international des crimes de guerre ». D'autres intellectuels, l'Italien Lelio Basso, le Britannique Ken Coates, l'Autrichien Günther Anders, l'Américain Ralph Schoenman (en), l'Argentin Julio Cortázar participent à ce tribunal.
Prévue initialement, début 1967, à Paris, en France, la première séance ne pourra avoir lieu qu'à Stockholm, en Suède, car le  président de la République française Charles de Gaulle, n'a pas souhaité recevoir son président,, tandis que la deuxième aura eu lieu à Roskilde, au Danemark, fin 1967.

#### En France

##### Le Comité Vietnam national
Les manifestations, pétitions et actions diverses contre l'intervention américaine au Vietnam s'étendent rapidement à l'Europe, en particulier à la France, où l'expérience des actions contre la guerre d'Algérie ne remonte qu'à 4 ou 5 ans, avec des réseaux anticolonialistes toujours prêts à se mobiliser. Un Comité Vietnam national constitué le 30 novembre 1966 pour protester, souvent avec le soutien du syndicat étudiant de l'UNEF, et présidé par le mathématicien Laurent Schwartz, qui une dizaine d'années plus tôt avait présidé un autre comité, le comité Maurice-Audin, dans le contexte de la guerre d'Algérie.
En France, le CVN est un point de convergence d'étudiants et de lycéens actifs dans les premières réunions de sensibilisation de la jeunesse à la cause vietnamienne. Il crée son propre journal, Vietnam et organise les « Six heures de la Mutualité », à la Maison de la Mutualité de Paris, le 25 mai 1966, réunion largement soutenue par la revue des Temps modernes, comme lors des actions contre la guerre d'Algérie et au même lieu. Le Comité Vietnam Lycéen était particulièrement implanté au lycée Henri-IV et fut le point de départ du comité d'action lycéen.
Le CVN est soutenu par un grand nombre d'intellectuels de gauche mais non communistes : le 23 mars 1968, une « Journée des intellectuels pour le Vietnam » rassemble au Parc des expositions de la porte de Versailles, entre autres, l'historien Pierre Vidal-Naquet (lui aussi naguère membre du comité Maurice-Audin et militant contre la torture pendant la guerre d'Algérie), Jean-Paul Sartre, Simone de Beauvoir, Vladimir Jankélévitch (autres philosophes), le peintre Pablo Picasso, les physiciens Alfred Kastler et Hélène Langevin-Joliot, en présence de Hoang Minh Giam, ministre de la Culture du Vietnam du Nord, et de Waldeck Rochet, secrétaire général du PCF.
En mai 1970, 37 organisations et plus de 120 personnalités appellent à manifester contre l'intervention américaine et sud-vietnamienne au Cambodge.

##### Le rôle des Jeunes communistes
Le Parti communiste est un des premiers à dénoncer l'intervention américaine au Viêt Nam à travers le Mouvement de la paix. À partir de 1965, ils sont rejoints par des chrétiens de gauche.
En mars 1966, plusieurs cercles lycéens du Mouvement jeunes communistes, à Colbert, Lavoisier, Carnot, Voltaire, Decour, Louis-Le-Grand, Condorcet, Charlemagne, Henri IV, Turgot deviennent des « oppositionnels », car ils mènent campagne pour la mixité des cercles et pour une autre presse, « l’éducation théorique ».
Le PCF créé son propre réseau de comités Vietnam, le plus souvent implantés dans des lycées, dans les régions où il a une audience importante. Le 27 novembre 1967, les Jeunesses communistes parviennent à réunir jusqu'à 70 000 manifestants à Paris pour la paix au Viêt Nam avec le soutien de personnalités comme la résistante Madeleine Riffaud et les journalistes Jean-Émile Vidal et Charles Fourniau,.
En janvier 1968, le PCF crée le Comité national d’action pour le soutien et la victoire au Vietnam (CNA), concurrent du CVN ; les deux comités publient des traductions du journal communiste vietnamien Courrier du Vietnam. Pour le CNA, le mot d'ordre « Victoire pour le Vietnam » vient remplacer celui de « Paix au Vietnam ». Les « comités Vietnam » de l'une ou l'autre obédience se multiplient dans les villes et les universités.

##### Les Comités Vietnam lycéens
En septembre 1966 se constituent à leur tour les Comités Vietnam lycéens, auxquels se joignent en décembre des jeunes militants rendus disponibles par l'exclusion de l'opposition lycéenne de la Jeunesse Communiste.
Puis à la rentrée 1966, Maurice Najman fonde avec Michel Recanati l'esquisse du premier comité Vietnam lycéen (CVL) au lycée Jacques Decour. Les lycées Turgot et Henry IV suivent immédiatement,,.
Au cours de cet hiver 1966-1967, quatre futurs leaders du mouvement de Mai 68 créent ainsi les premiers comités Vietnam lycéens, Joël Grynbaum au lycée Turgot, Nicolas Baby au lycée Henri-IV, Maurice Najman et Michel Recanati au lycée Jacques Decour. Ces comités de septembre 1966 aux lycées Decour, Turgot et Henri-IV préfigurent les comités Vietnam lycéens (CVL) officiellement fondés en décembre, dont le succès inquiète le PCF qui exclut ses militants, lorsqu'ils en sont membres, des JC en décembre 1966.
Le 28 février 1967 à Paris est organisé un meeting de plusieurs centaines de lycéens au Cinéma Monge autour de Jacques Decornoy, Léo Matarasso, avocat d'Henri Alleg, Jean-Pierre Vigier, secrétaire général du Tribunal Russell, revenu du Nord-Vietnam pour témoigner sur les crimes de guerre américains, Claude Roy, le chanteur Marcel Mouloudji et le grand reporter Roger Pic, militant PCF, qui projette son film Malgré l'escalade, tourné au Vietnam.

##### Élargissement et internationalisation du mouvement
L'automne 1967 voit l'entrée en scène des maoïstes de l'Union des jeunesses communistes marxistes-léninistes (UJCml) qui créént un réseau rival se battant sur le même thème : les Comités Vietnam de base (CVB), surtout implantés auprès des étudiants, en particulier à la Sorbonne, où se met en place un «Comité Vietnam Histoire» qui évoque régulièrement les origines historiques du conflit, « La guerre d'Indochine et ses conséquences », un conflit au cours duquel les étudiants et les intellectuels s'étaient peu exprimés. Le CVH de la Sorbonne cherche à mobiliser les étudiants en histoire, via un journal dont deux numéros sont publiés en février et en avril 1967.
À l'échelle nationale, les Comités Viêtnam de base publient le journal Victoire pour le Vietnam.
Des bagarres opposent les jeunes maoïstes pro-Vietcong aux militants d'extrême-droite, bien implantés au Quartier latin, et aux CRS,.
Les jeunes militants français tentent de coordonner leur action avec celle de mouvements similaires à l'étranger. Les 17 et 18 février 1968, la Jeunesse communiste révolutionnaire (JCR) participe à un congrès international pro-vietnamien à Berlin-Ouest animé par Rudi Dutschke. Des jeunes membres du CVN sont invités à Cuba pour rencontrer des révolutionnaires cubains et vietnamiens.
Les comités Viêtnam de base contribuent à la fermentation qui aboutira aux événements de mai-juin 1968. Le 20 mars 1968, des étudiants anti-impérialistes sont arrêtés alors qu'ils saccageaient une agence d'American Express à Paris : un rassemblement pour réclamer leur libération donne naissance au Mouvement du 22 mars.

### Autres pays

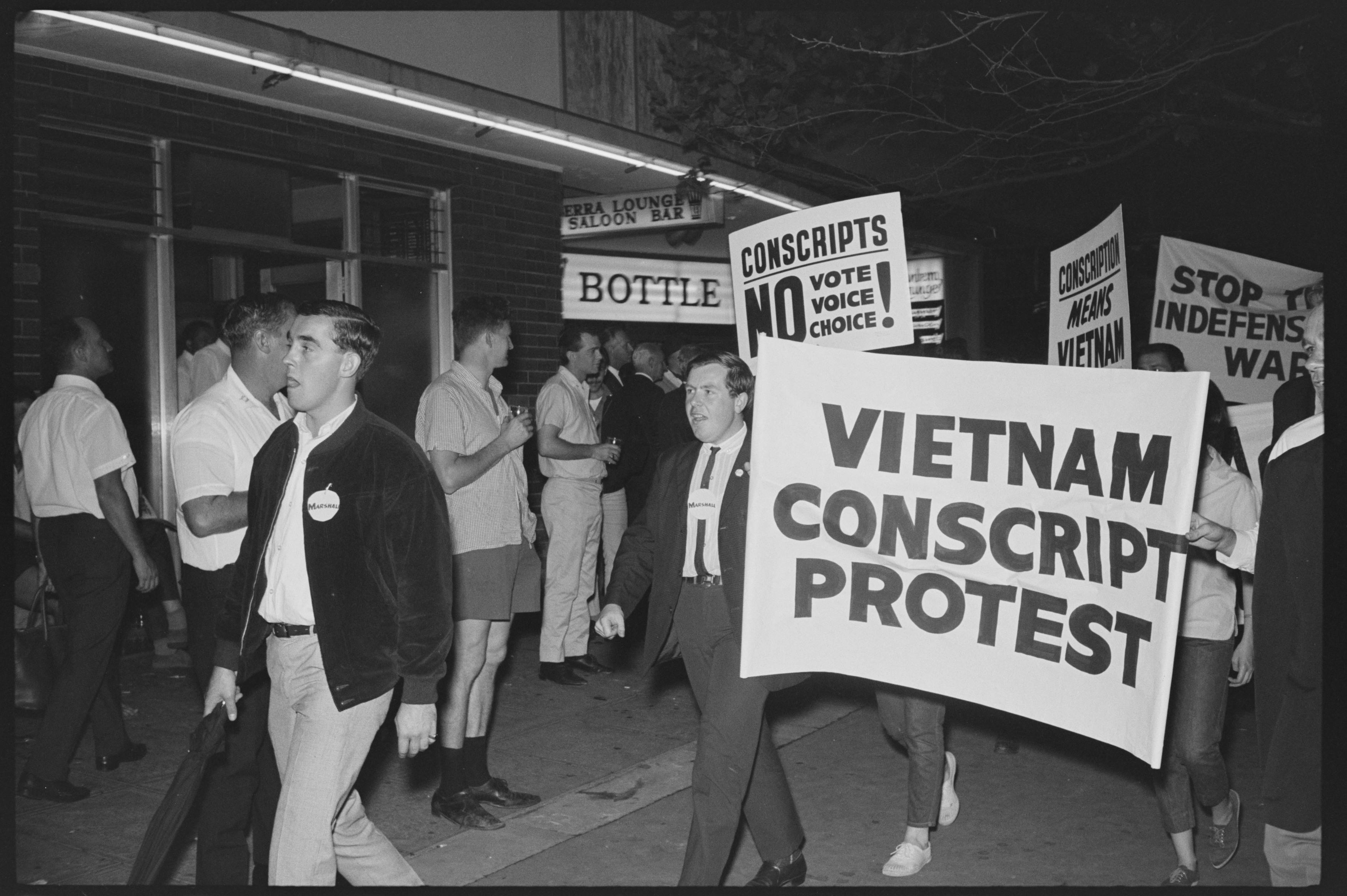
Manifestation contre la conscription pendant la guerre du Viet Nam à Sydney (Australie) le 15 avril 1966.

L'Australie, qui envoie un contingent aux côtés des Américains au Viêt Nam, connaît une série de rassemblements contre la guerre et la conscription. Les manifestations pour un « moratoire » de la guerre, le 8 mai 1970, rassemblent 70 000 à 100 000 personnes à Melbourne, 25 000 à Sydney, 10 000 à Brisbane.
Au Japon, pays officiellement démilitarisé mais base arrière des forces américaines en Extrême-Orient, la contestation de l'intervention américaine au Viêt Nam prend le relais de celle contre le traité de coopération mutuelle et de sécurité entre les États-Unis et le Japon signé en janvier 1960 : le mouvement prend un caractère massif, particulièrement chez les étudiants, au point que cette tranche d'âge est couramment désignée comme « génération de la guerre du Vietnam ».